# Miramelle alpestre
Miramella alpina
Espèce
Miramella alpina, la miramelle alpestre, est une espèce d'insectes orthoptères caelifères de la famille des Acrididae.

## Répartition
Ce criquet alpin commun est présent en Allemagne, Autriche, Belgique, Espagne, France, Italie, Pologne, République tchèque et Suisse.

## Morphologie
Les mâles atteignent une taille de 16 à 23 mm alors que les femelles sont longues de 22 à 30 mm. 
La couleur principale du corps est un vert brillant chez les deux sexes avec des bandes noires sur le côté du pronotum, qui s'étendent jusqu'à l'abdomen chez les mâles. Les ailes brunes sont en général très réduites et ne permettent pas le vol. Le dessous du femur des pattes postérieurs est rouge tandis que le tibia est jaunâtre chez les femelles et noir chez les mâles.

## Mode de vie
On rencontre les adultes de fin juin à septembre, principalement dans des prairies humides de montagnes, des clairières sèches. Ils se nourrissent d'herbes, de lichens, de mousses et de diverses plantes herbacées avec une préférence pour les Éricacées.

## Liste des sous-espèces
- Miramella alpina var. alpina (Kollar, 1833)
- Miramella alpina var. subalpina (Fischer, 1850)
- Miramella alpina var. albanica Mishchenko, L.L., 1952 - Galvagniella albanica Mishchenko, L.L., 1952
- Miramella alpina var. collina (Brunner von Wattenwyl, 1864) - Miramella alpina var. alpina (Kollar, 1833)